# Kihniö
Kihniö è un comune finlandese di 1771 abitanti, situato nella regione del Pirkanmaa.